# Daniel Powter
Daniel Powter és un músic canadenc, nascut el 25 de febrer del 1971. Va créixer a Vernon, a la regió de la Colúmbia Britànica. Amb les influències dels ritmes locals, s'inicià d'hora per la música la seva mare, que era pianista, i es va emportar a Powter amb ella en llargs viatges per veure actuar artistes com Prince a Vancouver.

## Èxit
El primer tema de Daniel Powter "Bad Day" no va debutar al seu Canadà natal, sinó a Europa a mitjans del 2005. Fou escollit pels germans Warner i va aparèixer en un anunci publicitari de Coca-Cola a tot Europa. La cançó va començar a sonar en multitud de ràdios de tot el continent, i arribà a ocupar el núm. 3 a la llista total europea. El seu millor lloc va ser a Alemanya on va arribar a estar al primer lloc de la llista nacional, i al Regne Unit, on ocupar la segona posició a la llista de singles i es va mantenir al top 10 durant tretze setmanes. A Austràlia, va escalar fins al núm. 3. La cançó va arribar fins al 5 al Canadà i encara ara és un èxit al top 10 de la ràdio Adult Top 40, així com un número 5 al Billboard Hot 100, als EUA.

## Curiositats
Quan li van preguntar en una entrevista per què sempre portava gorra, Powter explicà que quan era petit va patir un accident de cotxe, el qual va deixar-li una cicatriu al cap. Per això, utilitza la gorra per tapar-se la marca que li quedà. A més, senyalà que té 40 gorres iguals dins el seu armari.

## Discografia
Àlbums d'estudiDaniel Powter (2005) núm. 5 (2 setmanes) al Regne Unit, núm. 14 a Austràlia.
Singles
- 2005: "Bad Day" - núm. 3 al Canadà; núm. 2 (3 setmanes) al Regne Unit; núm. 3 a Austràlia; núm. 3 a França, núm. 1 a Alemanya, núm. 1 a Itàlia i núm. 5 als EUA.
- 2005: "Free Loop" - núm. 43 a Austràlia.
- 2006: "Jimmy Gets High" - núm. 40 al Canadà, núm. 18 a Itàlia.
- 2006: "Lie To Me".